# 兰泊宁
兰泊宁（1971年—），当代著名女作家，祖籍山东，1971年出生于黑龙江省鸡西市。1999年成为中国民主促进会党员，后获得优秀统战论文奖；2000年发表的中篇小说《姥娘》和散文《疼痛的生命》被黑龙江省文联授予了文艺创作精品大奖；2002年出版了长篇小说《血天鹅》。

## 生平
- 两岁时，患小儿麻痹症，双腿残疾。
- 17岁在《鸡西日报》第一次发表作品之
- 十八岁时，以坚韧的毅力自学了从小学到高中的全部课程后向团中央写信求助，向北京大学等高校写入学申请书，但没有一所大学接纳她。
- 19岁时在青岛接受了六次骨科大手术
- 2000年黑龙江省鸡西市十大杰出青年
- 2000年5月7日举家迁至青岛
- 2002年出版了第一部28万字的长篇小说《血天鹅》
- 2007年3月11日上午，成功举办了《大明三百年》的首发式；在发行的首周就进入了青岛市图书热销排行榜的前十名

## 外部連結
- 我的生命很优秀——残疾青年女作家兰泊宁与命运抗争的故事[]